# Astragalus eriocarpus
Astragalus eriocarpus är en ärtväxtart som beskrevs av Dc. Astragalus eriocarpus ingår i släktet vedlar, och familjen ärtväxter. Inga underarter finns listade i Catalogue of Life.